# Татарско-Ходяшевское сельское поселение
Татарско-Ходяшевское се́льское поселе́ние (тат. Татар Тау иле авыл җирлеге) — муниципальное образование в Пестречинском районе Республики Татарстан.
Административный центр — село Татарское Ходяшево.

## История
Статус и границы сельского поселения установлены Законом Республики Татарстан от 31 января 2005 г. № 33-ЗРТ «Об установлении границ территорий и статусе муниципального образования „Пестречинский муниципальный район“ и муниципальных образований в его составе».

## Население
| 2010 | 2011 | 2012 | 2013 | 2014 | 2015 | 2016 |
| ---- | ---- | ---- | ---- | ---- | ---- | ---- |
| 703  | ↗704 | ↘703 | ↘686 | ↘678 | ↘676 | ↗680 |
| 2017 | 2018 |      |      |      |      |      |
| ↘675 | ↗685 |      |      |      |      |      |

## Состав сельского поселения
| № | Населённый пункт   | Тип населённого пункта       | Население |
| - | ------------------ | ---------------------------- | --------- |
| 1 | Княжа              | деревня                      |           |
| 2 | Русское Ходяшево   | деревня                      |           |
| 3 | Татарское Ходяшево | село, административный центр |           |